# Wereldkampioenschap matchplay 2013
Het Wereldkampioenschap matchplay viert in 2013 haar 50-jarig bestaan. Bijna al die jaren werd het op Wentworth gespeeld, de laatste paar jaar in Spanje en voortaan wordt het in verschillende landen gespeeld, waar VOLVO grote belangen heeft.  In 2013 start dit in Zuid-Bulgarije. De baan ligt op de Thraciër rotsen aan de kust van de Zwarte Zee. Gary Player  maakte het ontwerp voor deze baan, die grote hoogteverschillen kent. Het prijzengeld is opgetrokken naar € 3.000.000, waarvan de winnaar € 800.000 krijgt. Dit is het eerste toernooi van de Europese Tour dat in Bulgarije wordt gespeeld.
Tegelijk met dit toernooi wordt op de Amerikaanse PGA Tour de HP Byron Nelson Championship gespeeld, waar onder meer Martin Kaymer, Marcel Siem en Charl Schwartzel spelen. 

## Formule
De formule van het toernooi is veranderd sinds het toernooi in 2009 niet meer op Wentworth werd gespeeld. Voorheen deden 16 spelers mee, nu 24. De spelers worden verdeeld in acht groepen van drie spelers die donderdag en vrijdag een 'round robin' spelen. Daarbij speelt speler A tegen B, A tegen C en B tegen C. Per gewonnen wedstrijd krijgt de speler 2 punten, spelen ze gelijk dan krijgt iedere speler 1 punt. 

Na drie rondes valt er in iedere groep een speler af. De overgebleven spelers gaan door naar het matchplay-kampioenschap, die in het weekend wordt gespeeld. Zaterdagochtend doen nog 16 spelers mee, zaterdagmiddag 8 spelers. Zondagochtend spelen vier spelers in de halve finale, 's middags worden de finale en de troostfinale gespeeld.

## De spelers
| - Felipe Aguilar - Thomas Aiken - Kiradech Aphibarnrat - George Coetzee - Nicolas Colsaerts (2012) - Jamie Donaldson | - Gonzalo Fernández-Castaño - Stephen Gallacher - Branden Grace - Peter Hanson - Thongchai Jaidee - Scott Jamieson | - Shane Lowry - Graeme McDowell - Francesco Molinari - Geoff Ogilvy - Thorbjørn Olesen - Bo Van Pelt | - Carl Pettersson - Ian Poulter (2011) - Brett Rumford * - Henrik Stenson * - Richard Sterne - Chris Wood |

* Rumford kwalificeerde zich door het China Open  te winnen, Stenson kreeg als enige een invitatie, hij won in 2007 de Accenture Match Play.

## Round Robin
Nicolas Colsaerts ontving zijn golftas net op tijd om dit toernooi te spelen. Doordat op het vliegveld in Brussel werd gestaakt, was zijn golftas niet aangekomen. Zijn moeder moest met zijn reserve tas naar Parijs rijden en vandaar naar Sofia vliegen. Toen ze daar aankwam, bleek de tas niet te zijn aangekomen. Gelukkig kwam de tas rond middernacht alsnog aan en kon Colsaerts met zijn eigen golfclubs spelen. Hij verloor donderdag zijn partij tegen Branden Grace met 4&3 maar won vrijdagochtend van Kiradech Aphibarnrat met 3&2.
| Groep Seve Ballersteros | Groep Seve Ballersteros | Groep Seve Ballersteros | Groep Seve Ballersteros | Totaal | Groep Assar Gabrielsson | Groep Assar Gabrielsson | Groep Assar Gabrielsson | Groep Assar Gabrielsson | Totaal | Groep Arnold Palmer  | Groep Arnold Palmer  | Groep Arnold Palmer  | Groep Arnold Palmer  | Totaal | Groep Gustaf Larson | Groep Gustaf Larson | Groep Gustaf Larson | Groep Gustaf Larson | Totaal |
| ----------------------- | ----------------------- | ----------------------- | ----------------------- | ------ | ----------------------- | ----------------------- | ----------------------- | ----------------------- | ------ | -------------------- | -------------------- | -------------------- | -------------------- | ------ | ------------------- | ------------------- | ------------------- | ------------------- | ------ |
| Graeme McDowell         | 2                       | -                       | 2                       | 4      | Ian Poulter             | 0                       | -                       | 0                       | 0      | Peter Hanson         | 2                    | -                    | 0                    | 2      | Bo Van Pelt         | 1                   | -                   | 1                   | 2      |
| Chris Wood              | 0                       | 2                       | -                       | 2      | Thongchai Jaidee        | 2                       | 2                       | -                       | 4      | George Coetzee       | 0                    | 2                    | -                    | 2      | Richard Sterne      | 1                   | 2                   | -                   | 3      |
| Stephen Gallacher       | -                       | 0                       | 0                       | 0      | Thomas Aiken            | -                       | 0                       | 2                       | 2      | Shane Lowry          | -                    | 0                    | 2                    | 2      | Geoff Ogilvy        | -                   | 0                   | 1                   | 1      |
| Groep Ian Woosnam       | Groep Ian Woosnam       | Groep Ian Woosnam       | Groep Ian Woosnam       | Totaal | Groep Greg Norman       | Groep Greg Norman       | Groep Greg Norman       | Groep Greg Norman       | Totaal | Groep Mark McCormack | Groep Mark McCormack | Groep Mark McCormack | Groep Mark McCormack | Totaal | Groep Gary Player   | Groep Gary Player   | Groep Gary Player   | Groep Gary Player   | Totaal |
| Branden Grace           | 2                       | -                       | 1                       | 3      | Henrik Stenson          | 0                       | -                       | 0                       | 0      | Thorbjørn Olesen     | 0                    | -                    | 0                    | 0      | Gonzalo Fz-Castaño  | 2                   | -                   | 2                   | 4      |
| Nicolas Colsaerts       | 0                       | 2                       | -                       | 2      | Francesco Molinari      | 2                       | 2                       | -                       | 4      | Carl Pettersson      | 2                    | 0                    | -                    | 2      | Jamie Donaldson     | 0                   | 0                   | -                   | 0      |
| Kiradech Aphibarnrat    | -                       | 0                       | 1                       | 1      | Felipe Aguilar          | -                       | 0                       | 2                       | 2      | Scott Jamieson       | -                    | 2                    | 2                    | 4      | Brett Rumford       | -                   | 2                   | 0                   | 2      |

Alleen in Groep Arnold Palmer gaf de Round Robin geen uitslag, George Coetzee, Peter Hanson en Shane Lowry moesten een play-off spelen om te beslissen wie er af zou vallen. De eerste hole maakten de drie spelers een par. Op de tweede hole maakte Lowry een birdie, waarna hij zeker van zijn plaats in de matchplay was. Hansen maakte een par en ging ook door, Coetzee maakte een bogey en viel af.

## Matchplay

### Zaterdag
Voor het matchplay toernooi zijn nog maar negen Europese spelers over (13 in 2012). Titelverdediger Colsaerts heeft zijn tweede partij in de Round Robin gewonnen en versloeg Gonzalo Fernández-Castaño in de eerste partij van de matchplay. Francesco Molinari speelde de minste holes, hij won op de green van hole 14. Twee partijen stonden 'all square' na 18 holes en moesten doorspelen totdat er een winnaar was.
| Laatste 16 spelers | Laatste 16 spelers | Laatste 16 spelers |
| Winnaar            | Uitslag            | Verliezer          |
| ------------------ | ------------------ | ------------------ |
| Branden Grace      | 4&3                | Brett Rumford      |
| Chris Wood         | 5&3                | Richard Sterne     |
| Francesco Molinari | 6&4                | Carl Pettersson    |
| Thomas Aiken       | hole 19            | Shane Lowry        |
| Scott Jamieson     | 1 up               | Felipe Aguilar     |
| Thongchai Jaidee   | hole 21            | Peter Hanson       |
| Nicolas Colsaerts  | 2 up               | Gonzalo Fz-Castaño |
| Graeme McDowell    | 1 up               | Bo Van Pelt        |

Colsaerts en McDowell speelden in 2012 de finale tegen elkaar. Daarna waren ze teamgenoten in de Ryder Cup.
| Kwartfinale: laatste 8 spelers | Kwartfinale: laatste 8 spelers | Kwartfinale: laatste 8 spelers |
| Winnaar                        | Uitslag                        | Verliezer                      |
| ------------------------------ | ------------------------------ | ------------------------------ |
| Branden Grace                  | 2&1                            | Chris Wood                     |
| Thomas Aiken                   | 3&2                            | Francesco Molinari             |
| Thongchai Jaidee               | 4&3                            | Scott Jamieson                 |
| Graeme McDowell                | 2&1                            | Nicolas Colsaerts              |

### Zondag
In de halve finale werden beide Zuid-Afrikanen uitgeschakepld. 
| Halve finale: laatste 4 spelers | Halve finale: laatste 4 spelers | Halve finale: laatste 4 spelers |
| Winnaar                         | Uitslag                         | Verliezer                       |
| ------------------------------- | ------------------------------- | ------------------------------- |
| Thongchai Jaidee                | 3&2                             | Thomas Aiken                    |
| Graeme McDowell                 | 3&2                             | Branden Grace                   |

De twee winnaars van de halve finale spelen de finale.
| Finale          | Finale  | Finale           |
| Speler          | Uitslag | Speler           |
| --------------- | ------- | ---------------- |
| Graeme McDowell | 2&1     | Thongchai Jaidee |

- Scores